# NBA季后赛
NBA季后赛（NBA Playoffs）是NBA常規賽後舉行的淘汰賽賽事。NBA在常規賽東西區2個聯盟的前8支種子隊（一般為每區最佳成績的八支隊伍 ，共16支隊伍）會晉身NBA季后赛。NBA季后赛約於4月下旬開始。季後賽球隊的種子排名主要由晉級季後賽球隊在例行賽的戰績決定。對賽方式如下：1號種子VS8號種子，2號VS7號… 依此類推，因此有較低的種子排名意味著將面對排名較高的對手（但排名較低並不一定代表實力較弱，NBA曾經分別有6次是第8種子淘汰第1種子及第7種子淘汰第2種子）。

## 赛制分类
- 分區附加賽
- 分區第一輪系列賽
- 分區準決系列賽
- 分區冠軍系列賽
- 總決賽（總冠軍賽）

## 賽規改革
2003-2004赛季及之前，季后赛种子排名规则为：排名1-2由2個賽區的榜首球隊以成績排列，而3-8則由其他球隊按排名排列；关于季后赛种子排名规则一直存在着争议。
自2004-2005赛季之起，季后赛种子排名规则为：排名1-3由3個賽區的榜首球隊以成績排列，而4-8則由其他球隊按排名排列。但由於一個賽區的亞軍可能比其餘2個賽區的冠軍成績還要好（即是一個賽區的冠亞軍同時亦是聯盟的冠亞軍）。如果排名1-3由3個賽區的榜首球隊以成績排列，而4-8則由其他球隊按排名排列。那聯盟冠軍便是第1種子，聯盟亞軍便是第4種子。只要兩隊球隊於首輪晉級便會於第二輪對陣。
這個問題於2006年NBA季後賽的西部聯盟出現。聖安東尼奧馬刺(San Antonio Spurs)和達拉斯獨行俠(Dallas Mavericks)皆是西南賽區球隊，亦是聯盟的冠亞軍。他們於第二輪便要對戰。而且西北賽區冠軍丹佛金塊(Denver Nuggets)，成績不及第4、第5、第6、甚至第7種子。但卻位於第3種子的有利位置。最後，NBA便進行賽規改革，確保聯盟中成績最好兩隊於聯盟決賽之前不會對戰。
自2006-2007赛季之起，季后赛种子排名规则为：排名1由最好的榜首球隊获得，排名2-4由2個賽區的榜首球隊和最好的非榜首球隊以成績排列，而5-8則由其他非榜首球隊按排名排列。
2015年6月26日新制上路後，東西區八強將完全按照戰績排名，分組龍頭不再享有優勢。以2014-2015賽季西北組龍頭波特蘭拓荒者(Portland Trail Blazers)為例，在一開始的制度下，他們會是西區第三，現行制度則是第四，而新制則會是第六。這制度對於像西南組這種地獄分組來說是比較公平一些，若以2014-2015賽季成績套用新制，西區前五名會有休士頓火箭(Houston Rockets，第二)、曼非斯灰熊(Memphis Grizzlies，第四)、聖安東尼奧馬刺(第五)等三隊是西南組球隊。
由2020-2021賽季起，新增附加賽賽制，第7種子由第七及第八球隊對決中勝方獲得，第8種子則由第七及第八球隊對決中負方與第九及第十球隊對決中勝方之間爭奪，每場均以單對單一場定勝負形式進行，故第8種子有可能為各區第九甚至更差的第十名，賽季首度應用便已使原本第七及第八球隊，只有於東區的兩隊能同時保住原有的季後賽席位，西區第八的金州勇士(Golden State Warriors)則於附加賽後被淘汰，未能闖進季後賽。2022-23賽季的邁亞密熱火(Miami Heat)，即使成為東南組冠軍，亦只能以東區第七之姿參加附加賽，最終更差點尷尬地成為首支分組龍頭未能闖進季後賽的球隊。2024-25賽季的熱火成為首支分區第十球隊闖進季後賽，他們連續淘汰東區第九的芝加哥公牛和東區第八的阿特蘭大鷹隊。

## 比賽形式
季後賽實行七場四勝制，每支球隊將與對手最多進行7場比賽，最先贏得4場比賽的球隊將進入下一輪，而敗者被淘汰。由於比賽共有4輪，因此此種比賽形式稱為7-7-7-7（1984年至2002年間为5-7-7-7，2003年起为7-7-7-7）。
一旬開始，東西岸各有六支球隊直接獲得季後賽資格，進行賽季最後的爭霸，這六支球隊再按照常規賽的成績依次排為一到六號種子，剩餘兩支球隊則按附加賽成績分別排為七及八號種子。
採用2-2-1-1-1的主场分配方法，拥有4个主场的一方将会在第1、2、5（如果需要）、7（如果需要）场比赛坐镇主场，第3、4、6（如果需要）场则是征战客场。对阵双方的主场优势并非由种子排位的高低来决定，而是由双方在常规赛的成绩（胜率）来决定。因此，如果一个赛区冠军作为4号甚至3号种子，但是常规赛胜率在联盟中却排在5名之后，那么在首轮对阵5号种子或者6号种子的时候将有可能没有主场优势（比较双方對賽成绩，2003-2004赛季及之前的賽區冠軍作為2號種子如勝率不及3號甚至4號種子亦會沒有主場優勢）。种子排位只决定球队在季后赛的走势，自2015-2016賽季起因為東西岸季後賽種子完全按照戰績排名，所以到總決賽前對陣的主場完全按照種子排位決定（實行附加賽制度後，幾乎不可能出現的第7與第8種子之間對決同樣按照種子排位而非常規賽成績決定主場優勢）。

## 主場優勢
每個對戰中常規賽成績較好的一隊有主場優勢，多數球隊主場比賽成績遠勝作客。
拥有主场优势的球队将先打主场，并以主场身份面对有可能出现的第7场（决胜场）。主客场按2-2-1-1-1交替。

## NBA總決賽
季後賽的最後一輪，也就是所謂的 「NBA總決賽」，是在兩聯盟的勝出者之間進行，最多共舉行7場比賽。總決賽在6月舉行。總決賽的冠軍將獲得拉里·奧布萊恩獎盃，冠軍的每位成員都將獲得一個NBA總冠軍戒指，其中最優秀的球員會獲得NBA總決賽最有價值球員的榮譽。而勝出球隊往往會於自己城市舉行勝利巡遊，成為城中大事。
经过3轮的淘汰赛，获得东西岸冠军的2队将进入最后的总决赛。总决赛（NBA Finals）一般在每年的6月进行，采用7场4胜2-2-1-1-1的赛制，双方成绩较佳者将获得第1、2、5（如果需要）、7（如果需要）4场的主场权利，成绩较差者将获得第3、4、6（如果需要）3场主场的权利。系列赛由一方先赢得4场比赛就结束，获胜的球队将获得NBA总冠军。冠军球队将捧得拉里·奧布賴恩冠軍獎盃，表现最出色的球员（一般是冠军队球员）将获颁总决赛MVP。每位冠军成员在赛后还会获得一枚总冠军戒指，上面刻有球队标志以及夺冠年份。
常规赛成绩较好的球队同样享有主场优势。1985至2013年間，总决赛的主客场交替曾改为2-3-2；而2014年起，NBA联盟恢復為2-2-1-1-1。

## 历史
- 歷史上僅有6支第8種子球隊成功對第1種子完成下克上。1994年，丹佛金塊以3-2击败西雅图超音速；1999年，纽约尼克以3-2击败迈阿密热火；2007年金州勇士以4-2击败達拉斯獨行俠（在七戰四勝賽制中第1支成功下克上的紀錄）；2011年，曼斐斯灰熊以4-2击败聖安東尼奧馬刺；2012年，费城七六人以4-2击败芝加哥公牛；2023年，邁阿密熱火以4-1击败密爾瓦基公鹿（第1支常規賽第7名成功打敗第1種子）。
- 1999年的纽约尼克及2023年邁阿密熱火是唯二分別成功殺進1999年NBA总决赛及2023年NBA总决赛的東區第8種子。至今還沒有第8種子成功拿下NBA總冠軍過。
- 1994-95賽季的休士頓火箭以47勝35敗的戰績以西區第六之姿在季後賽突破重圍奪冠，是NBA歷史上奪冠的最下位種子。
- 金州勇士拥有NBA單次季後賽最长的连胜纪录。勇士成功在2017年季後赛中拿下15連勝，最終以16勝1敗坐收，此戰績亦創下紀錄。
- 芝加哥公牛是唯一一支在總冠軍賽有多於一次出戰記錄而不曾輸掉冠軍系列賽的球隊。公牛在麥可·喬丹的領軍下六次殺入總冠軍賽皆成功捧杯。
- 波士頓塞爾提克出戰過23次總冠軍賽、拿下了其中18次冠軍，為NBA歷史上最多冠軍的球隊。
- 洛杉磯湖人是殺進總冠軍賽最多次（32次）的球隊。
- 聖安東尼奧馬刺和費城七六人保有目前最長的連續晉級季後賽紀錄（22次）。馬刺在1997-98賽季到2018-19賽季、七六人則在1949-50賽季到1970-71賽季連續打進季後賽。
- 沙加緬度國王保有目前最長的連續無緣晉級季後賽紀錄。國王在2006-07賽季到2021-22賽季連續16年無緣晉級季後賽。
- 1983年，費城七六人取得當時季後賽賽制下的歷史最佳戰績（12勝1敗）。
- 2001年，洛杉磯湖人取得當時季後賽賽制下的歷史最佳戰績（15勝1敗）。
- 2017年，金州勇士取得現時季後賽賽制下的歷史最佳戰績（16勝1敗）。
- 歷史上僅有6支第7種子球隊成功對第2種子完成下克上。1987年，西雅图超音速以3-1击败達拉斯獨行俠；1989年，金州勇士以3-0击败犹他爵士；1991年，金州勇士以3-1击败圣安东尼奥马刺；1998年，纽约尼克斯以3-2击败迈阿密热火；2010年，圣安东尼奥马刺以4-2击败達拉斯獨行俠（在七戰四勝賽制中第1支成功下克上的紀錄）；2023年，洛杉矶湖人以4-2击败孟菲斯灰熊（第2支附加賽晉級球隊成功下克上）。

## 外部連結
- NBA 官方網站（页面存档备份，存于）